# Морер, Луи
Луи Морер (Людвиг Маурер; 21 февраля 1832, Бибрих, Германский союз — 19 июля 1932, Нью-Йорк, Нью-Йорк) — американский рисовальщик, литограф, живописец-академист и предприниматель немецкого происхождения, отец художника-модерниста Альфреда Морера (1868—1932).

## Биография
Людвиг Маурер родился в 1832 году в Бибрихе, Германия. Получил образование в Майнце, где изучал рисунок и литографию.  В 1851 году, в возрасте около 19 лет, эмигрировал в США. Уже в следующем году начал работать литографом: сперва в фирме «T.W. Strong», а затем (уже с того же года) — в фирме «Currier and Ives», которая была одной из самых известных американских «литографий» (типографий, специализировавшихся на выпуске литографий и гравюр — по одной или сериями). 
В «Currier and Ives» Морер проработал восемь лет (1852—1860), исполнив за это время, в частности, серию литографий «Жизнь пожарного» (1854). 
Во время Гражданской войны в США Морер работал инструктором по стрельбе. Позже он был совладельцем литографической фирмы «Heppenheimer & Maurer».
В 1884 году Морер отошёл от дел состоятельным человеком и посвятил себя изучению академической живописи. После этого, он создал ряд станковых картин, возможно, самой известной из которых стала картина «Большая царская охота на бизонов» (охота, организованная с участием Буффало Билла и индейских вождей для русского великого князя и генерал-адмирала Алексея Александровича).
Луи Морер прожил сто лет и скончался в 1932 году; на тот момент он считался старейшим профессиональным художником Америки. Некролог ему был опубликован в газете «The New York Times». Его сын, художник Альфред Морер покончил с собой через несколько дней после смерти отца.

Когда я впервые встретил его на выставке, ему, как мне показалось, было около семидесяти пяти лет. Позже я узнал, что ему тогда было уже девяносто пять… Говоря о своем сыне Альфреде, Луи, видимо, не мог сочувствовать — или, как он говорил, понимать — ультрафиолетовую и ультра-синюю гамму тогдашнего этапа его творчества. Казалось, что старик гордился теми картинами, которые ранее писал его сын, но его огорчают его теперешние картины. По какой-то причине, вскоре после этой встречи Альфред был вынужден вернуться в Нью-Йорк, оставив в Париже любимые бульвары и друзей сердца. Тогда Луи Маурер, возмущенный творчеством сына, совершил необыкновенный поступок. В возрасте ста лет он устроил персональную выставку собственных картин, что стало мировым рекордом за всё время. Альфред, страдающий от проблем со здоровьем (ему было 64 года), увидел в этом триумфальном возвращении своего замечательного отца пропасть по сравнению с общественным осуждением собственного искусства. Сердце Альфреда было разбито, и он покончил жизнь самоубийством, покинув юдоль скорбей.— художник-современник Джером Майерс

## Галерея

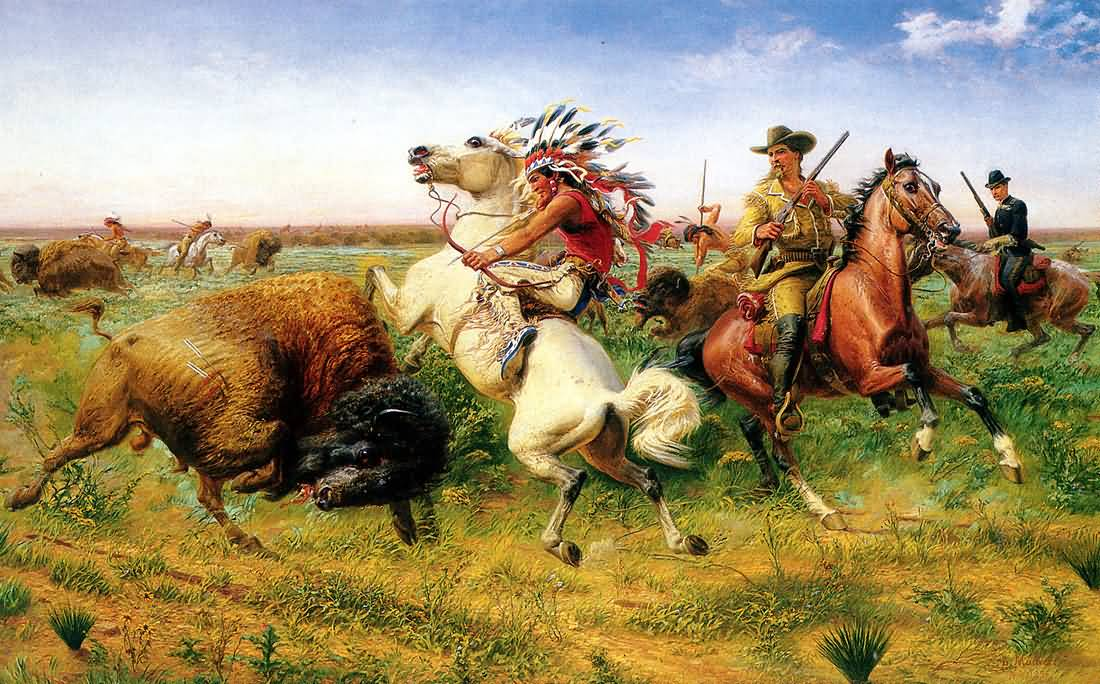
Большая царская охота на бизонов.
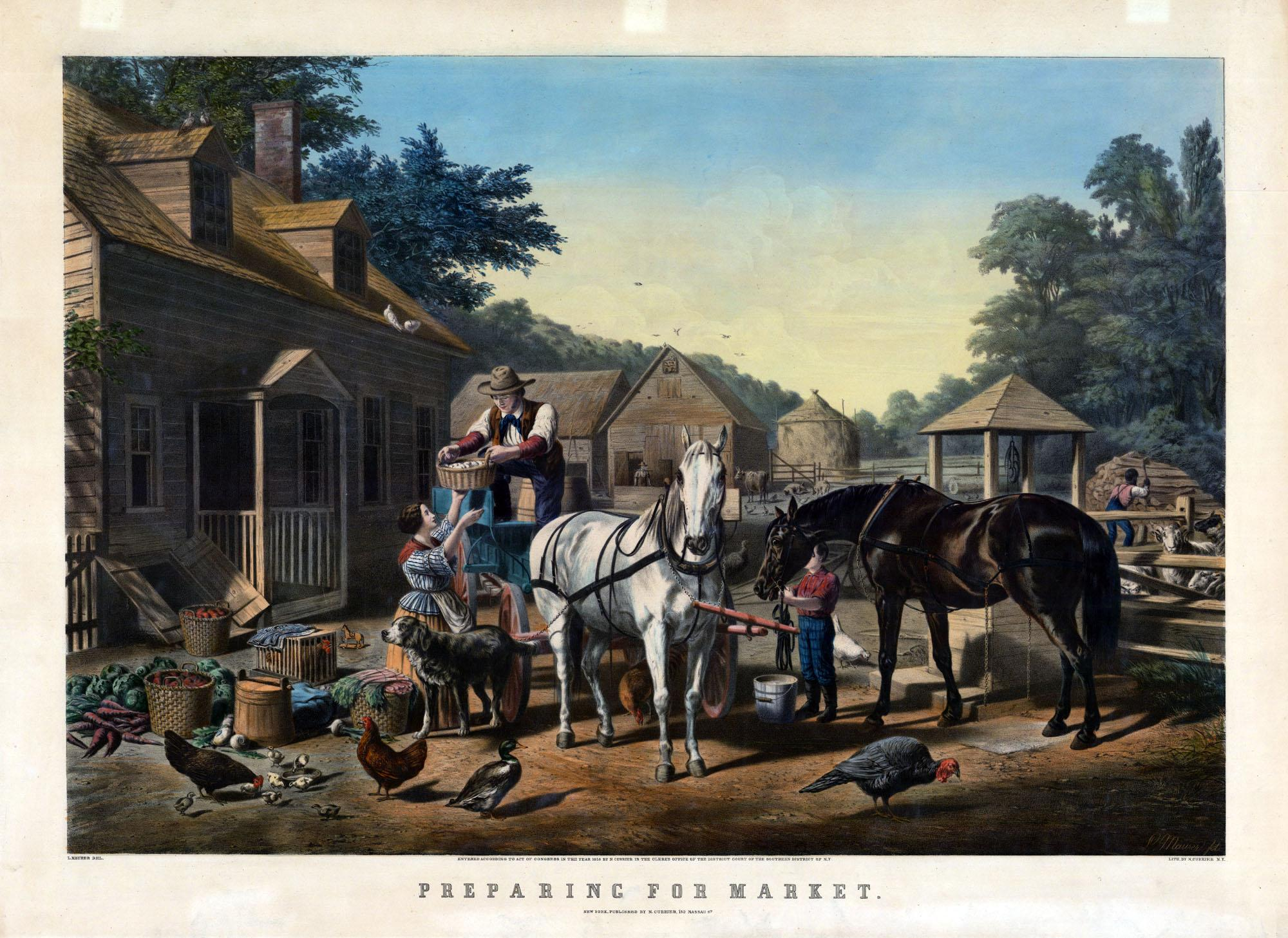
Фермер перед поездкой на рынок.
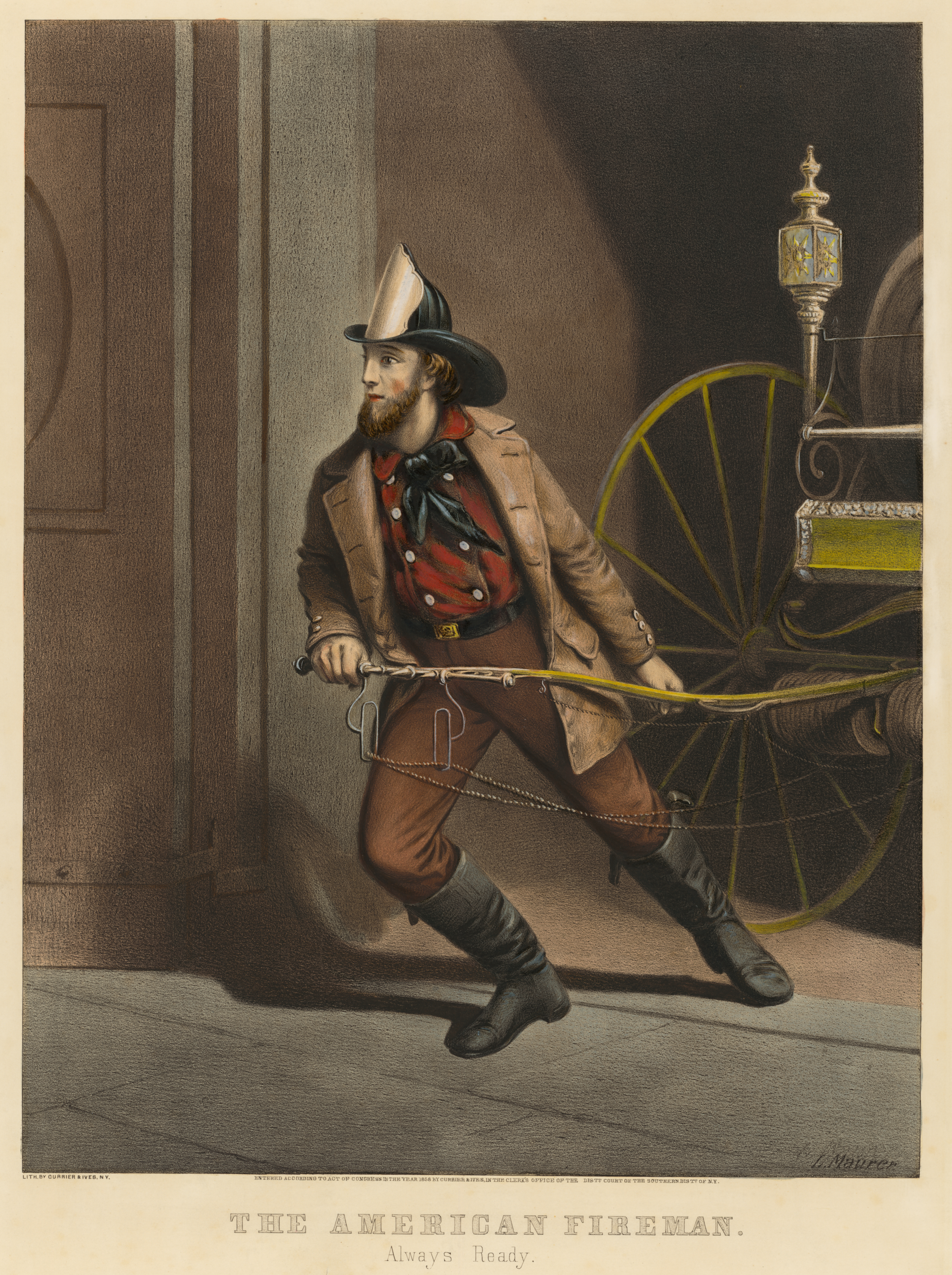
Литография из серии «Жизнь пожарного»: «Американский пожарный - Всегда готов».
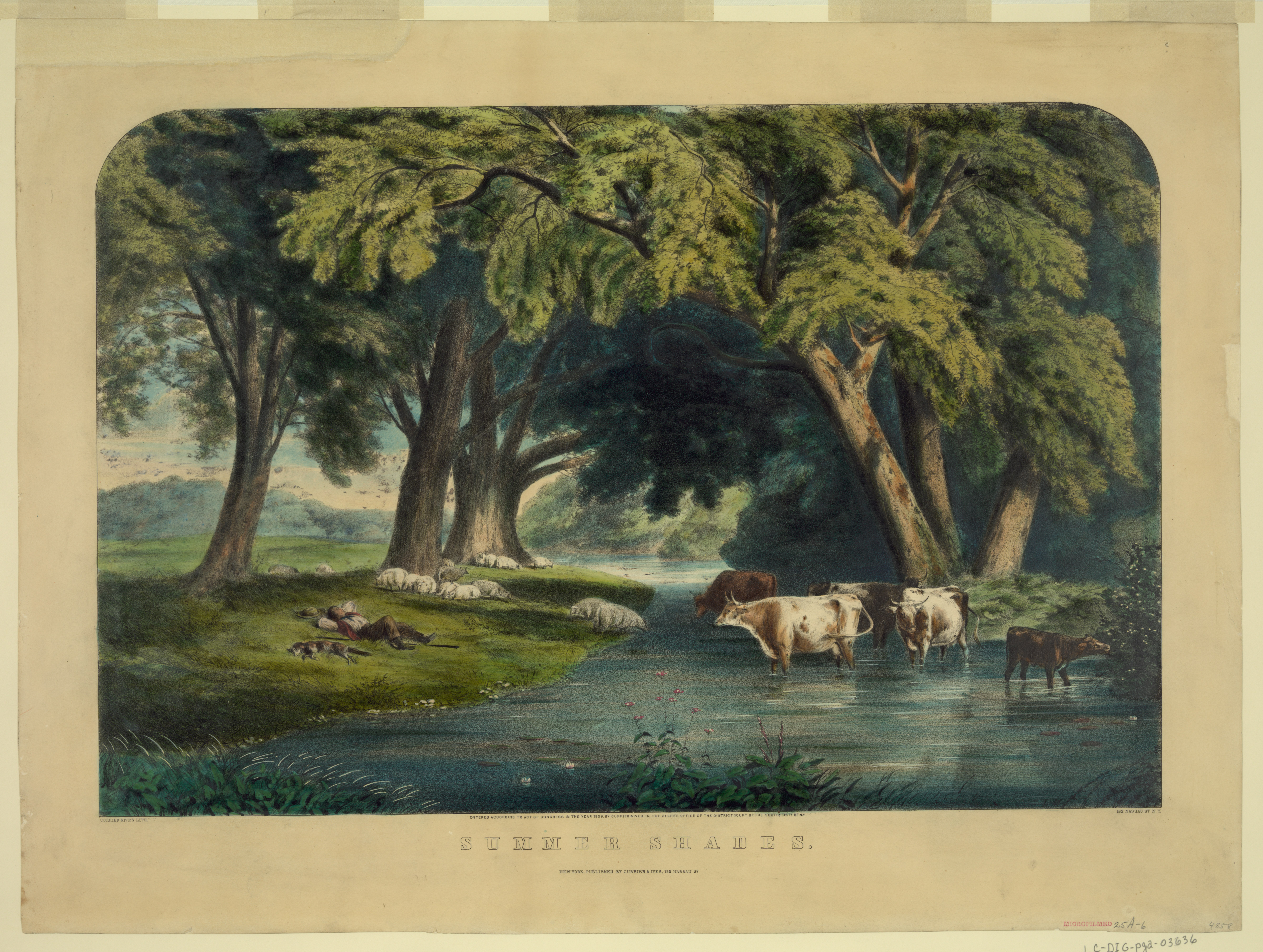
Стадо у водопоя.
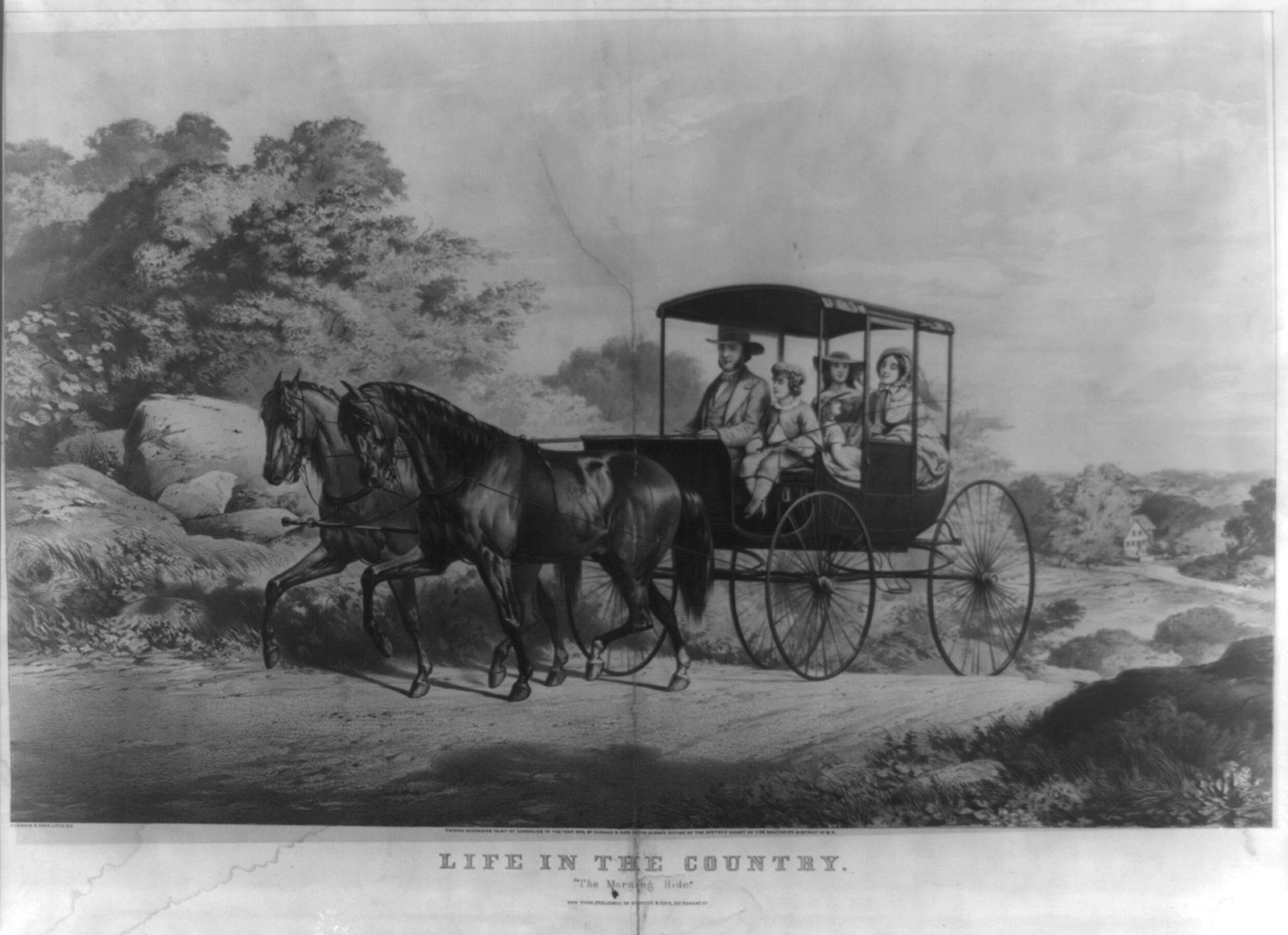
Литография из серии «Жизнь в деревне»: «Утренняя поездка».
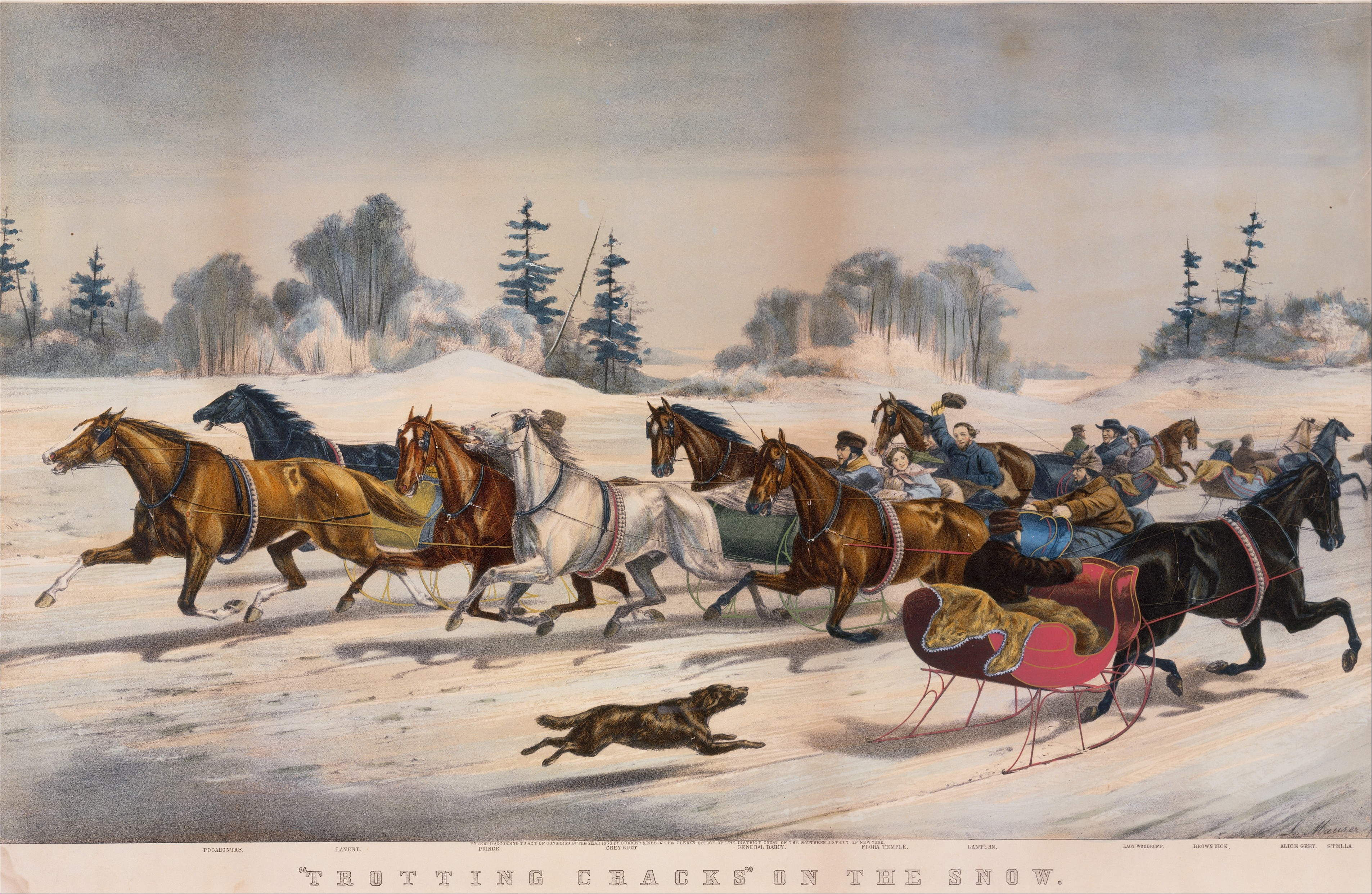
Катание по льду в санях зимой.